# Sciences et techniques en al-Andalus
Pour un article plus général, voir Al-Andalus.
 (mars 2023).
 (décembre 2020).

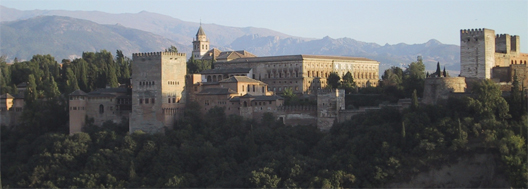
L'Alhambra, vue partielle depuis le Mirador de San Nicolás.

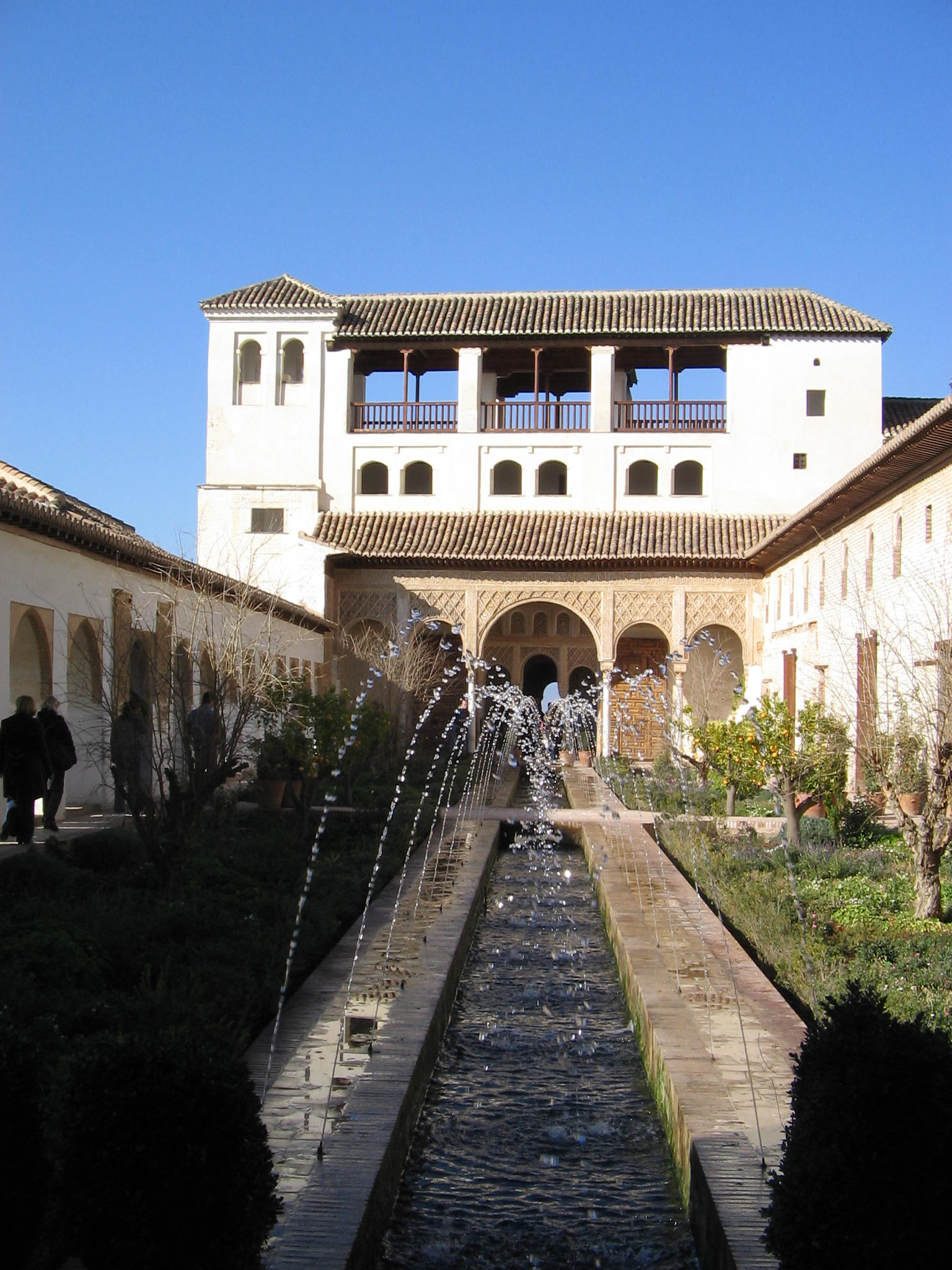
Vue sur les jets d'eau d’apparat du Généralife.

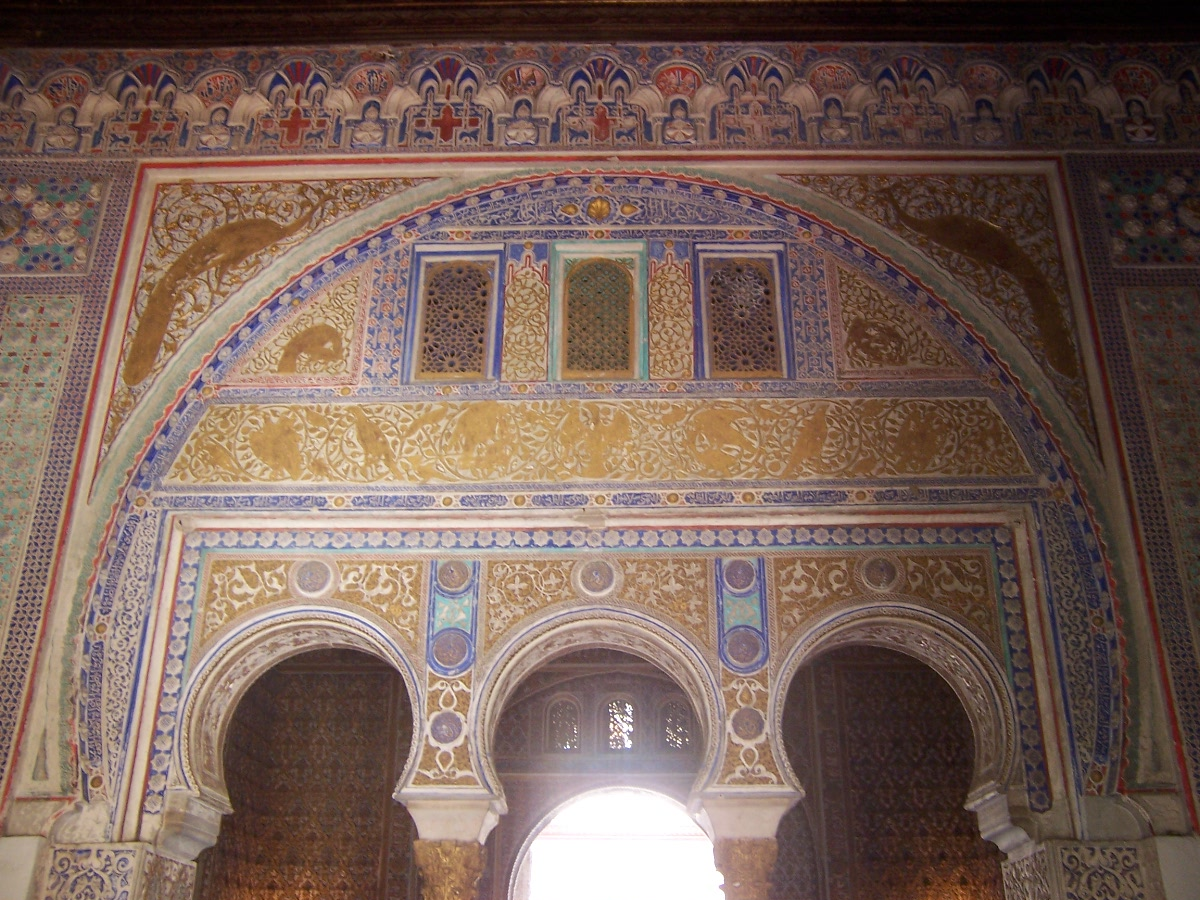
Les arcs et colonnades de l'Alcazar de Séville, illustratifs de l'art mudéjar, reprennent les canons de l'art nasride qui caractérise les palais de l'Alhambra.

Les sciences et techniques issues de la civilisation islamique se développent en al-Andalus dès les premiers temps de la Conquête musulmane de l'Hispanie. Les troupes démobilisées à la suite de la défaite face à la cavalerie franque, composées d'arabes et de berbères appelés collectivement Maures, en s'installant dans ces nouvelles terres de la péninsule Ibérique, sont émerveillées de la présence de ruisseaux et de terres si fertiles.
C'est un véritable âge d'or de la civilisation islamique qui va donner naissance à ces nouveaux savoirs dans la péninsule. Ils engendreront des merveilles d'architecture telles que l'Alhambra et la grande mosquée de Cordoue.
Cet article décrit les traits civilisationnels originaires d'al-Andalus, puis transmis à l'Occident chrétien, en parallèle avec l'apport byzantin.

## La pensée conceptuelle

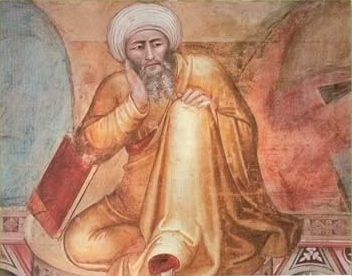
Portrait d'Averroès par Andrea Bonaiuto.

Essor de la philosophie, accompagnant celle de la médecine :
- La médecine des humeurs d'Averroès (Ibn Rushd) reprend celle des Grecs.
- La mystique d'Ibn Arabi.
- Si l'influence philosophique d'Avicenne (Ibn Sina, persan) en Occident a été dépassée par celle d'Averroès, sa pensée sur la distinction de l'«essence» de l'être et de l'existence sera exploitée par Thomas d'Aquin ; elle est une des bases de la philosophie scolastique néo-aristotélicienne du Moyen Âge chrétien.
- Le syncrétisme issu des cultures assimilées par l'Islam résulte de l'intégration des pensées des civilisations précédentes, dont les écrits sont traduits en arabe; ses prolongements sont dans les arts, la médecine et la philosophie, théologique en Islam, ceci incluant la critique.

## La linguistique et les chiffres
- De nombreuses langues sont parlées en Andalousie tels que le castillan (langue officielle) ou l’andalou. Cependant, on assiste à une grande multiplicité des langues dû à l’immigration de certaines communautés comme l’arabe, le berbère ou le portugais. Les langues et les cultures y sont donc très variées. Par exemple, la langue tsigane, « gitanos » en espagnol est une langue seulement parlée par une petite partie de la population andalouse. La langue officielle, c’est-à-dire le castillan était la seule langue officielle auparavant, grâce au « Statut d’autonomie de 1982 » aujourd’hui abrogé, qui disposait que le castillan était la seule langue officielle de la péninsule. À la suite de cela, il y eut beaucoup de réclamations car les Andalous voulaient être reconnus et ainsi éviter les discriminations sur leur façon de parler.
- [1]C’est une région qui a connu une grosse influence culturelle, traditionnelle et en particulier au niveau de la langue grâce à la longue période de règne musulmane dans la péninsule Ibérique (711-1492) où les conséquences ont été nombreuses telles que l’arabisme (mots provenant de l’arabe). Aujourd’hui et dans toutes les langues, nombreux sont les mots d’origine arabe tels que le français ou l’espagnol où on compte environ 4000 mots dans des domaines variés. Par exemple, quasiment tous les mots ayant un préfixe en -al, qui est l'article "le" en arabe, ainsi que des expressions courantes comme ojalá (Inch Allah). Par dérivation, ces mots se diffusent dans les langues voisines de l'Occident chrétien avec des modifications (le mot castillan alcachofa, issu de l'arabe al-kharshûf est par exemple à l'origine du mot artichaut en français)[2].

Les chiffres
° Il n’y a pas que les langues qui ont influencé les Arabes mais aussi les chiffres qui ont été apportés par des scientifiques arabo-andalous en Europe. Les chiffres romains ont été substitués par les chiffres arabes qui étaient plus pratiques.
° À l’origine, les chiffres arabes proviennent des chiffres indiens, c’est-à-dire au IIIe siècle av. J.-C. puis la civilisation musulmane s’en empare en les modifiant au IXe siècle et ils arrivent en Europe et dans la péninsule Ibérique à partir du Xe siècle.
° Aujourd’hui, les chiffres arabes se sont imposés partout. Par exemple, le 0 aurait été inventé par trois civilisations : d’abord les Babyloniens, les Mayas (dans leur calendrier) et les Indiens au Ve siècle. Les scientifiques ont longtemps cherché quelle pourrait être la définition de ce chiffre 0 et sont arrivés à la conclusion qu’il s’agissait d’une absence de quantité.
° Ces chiffres ont été très importants car les musulmans ont pu faire de nombreux avancements et de progrès importants en astronomie, en cartographie, en ingénierie et dans d’autres domaines grâce au développement des mathématiques.

## Les savoir-faire

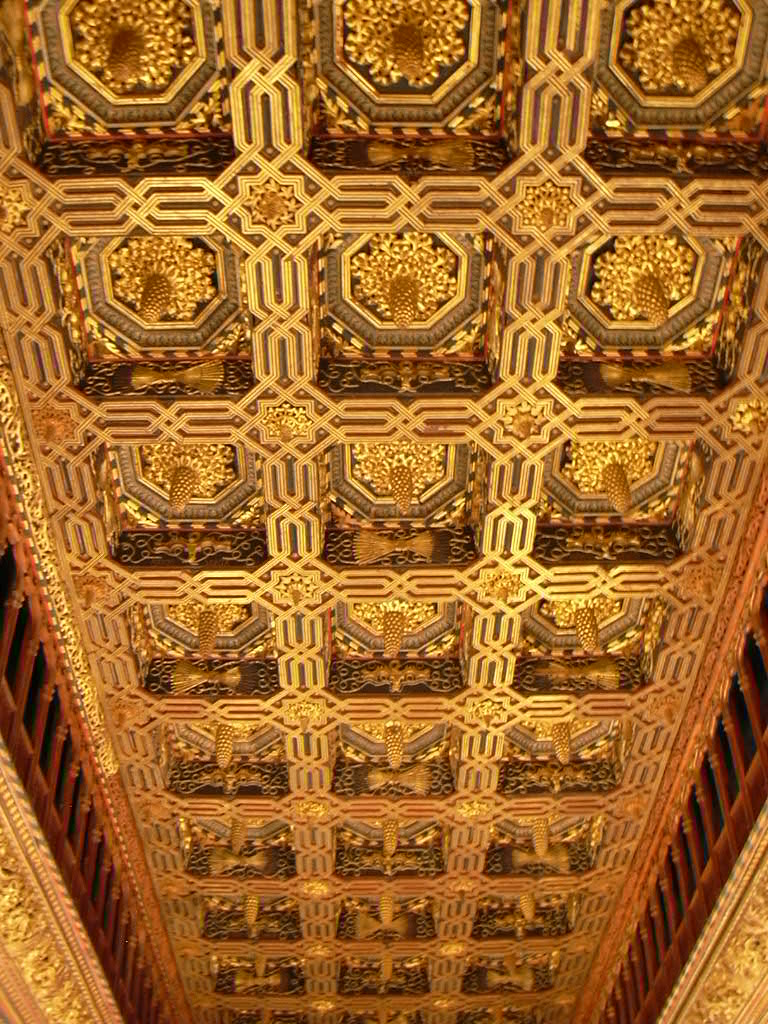
Plafond à caissons de la salle du trône de la Aljafería de Saragosse.

- Le système d'irrigation déjà très développé en Andalousie, du fait des Romains qui édifièrent canaux et aqueducs, et par ailleurs de l'ordre cistercien. Les Maures le développent et y apportent des innovations techniques, dont une partie provenaient de Perse : la roue à godets ou noria ; La gestion est assurée par le tribunal des eaux à Séville. Puis ils creusent des citernes souterraines (algibes) à Grenade. Avant 1492, chrétiens, juifs et musulmans cohabitaient sur la péninsule Ibérique. Il y avait plusieurs « royaumes » : Leon, Castilla, Navarra, Aragon, et Al-Andalus. Al-Andalus était un espace très important, et représentait la zone d’agriculture principale de la péninsule. Les Romains avaient déjà mis en place un système d’irrigation pour faire face aux grandes chaleurs de la région et profiter cependant des terres à disposition pour cultiver et nourrir les populations. Pendant la période Al-Andalus, des progrès ont été apportés à ce système d’irrigation. Les mécanismes de distribution de l'eau répètent de manière surprenante les mêmes formules qui se retrouvent au Maghreb et dans la péninsule arabique. L'eau pouvait s'obtenir en creusant des puits selon différents mécanismes d'élévation. Les norias/sinias et acenas sont les plus caractéristiques et connues en al-Andalus, il existe aussi d’autres mécanismes comme les manivelles, algaidones et alhataras, qui sont tous deux des appareils hydrauliques. Sous la terre ou à la surface, il s’agissait de vrais labyrinthes de canaux, les sols en dénivelés ou non étaient exploités, ainsi que tous les fleuves, toutes les rivières, afin de réussir à amener l’eau à une grande quantité de terrains, espace estimé à 6 500 hectares autour de Murcia par exemple, soit 30 % de la Huerta actuelle : partie de la région de Murcie non loin de la rivière Segura.
- coutume des ablutions (avec le savon, ou pain d'Alep dont la fabrication, initialement faite à Gallipoli sera acclimatée plus tard à Marseille), et qui, bien que connu en Europe depuis l'époque gauloise, n'était utilisé que comme shampooing.
- Art de la céramique (azulejos) et du stuc. Le royaume nasride a été le dernier royaume musulman de la péninsule Ibérique. Les nasrides sont ceux qui fondèrent le royaume de Grenade qui s’est lui maintenu durant deux siècles et demi. En effet, la dynastie des nasrides se fonde en 1232 sur la péninsule ibérique par Mohammed ben Nazar également connu sous le nom de Muhammad Ier, (alors qu’il y a déjà depuis 711 une présence musulmane en Espagne). Il se transforme en un royaume prospère en tout point: économique, culturel et artistique. C’est à ce fondateur que l’on doit l’unification des villes de Jaén, Grenade, Almeria, et Malaga, de cette façon c’est lui qui fonde le royaume de Grenade, qui résistera jusqu’en 1492 sous le règne de Boabdil. Les hommes de cette dynastie ont beaucoup apporté à l’art mauresque, et ont construit d’imposants palais. Un des exemples est l’Alhambra de Grenade, où se trouvait la cour nasride. Elle est la grande représentation de cet art. Alhambra signifie “rouge” en arabe. Il s’agit d’une construction édifié par le premier souverain nasride sur la colline de la Sabika, qui permet à l’ensemble fortifié de dominer la ville de Grenade. Le palais fut ensuite embelli par ses successeurs. Il est classé au patrimoine de l’Unesco. C’est sous Muhammad III que la mosquée royale, la porte du vin et le Palacio del Partal furent construits. Ismael Ier a demandé la construction d’un palais semblable au palais à celui qui est décrit dans le Coran où vergers, jardins et eaux permanentes s’y trouvent. Le palais des Lions concentre également une grande variété d’azulejos. Le quartier de l’Albaicin est classé au patrimoine mondial de l’Unesco : il était le lieu où se trouvaient artisans et commerçants de ce royaume. Nous pouvons aujourd’hui y retrouver des vestiges de l’époque : Casa de la Reina, Corral del Cambon, cour de la mosquée devenue la collégiale San Salvador, ainsi que des citernes souterraines conçues par les arabes pour stocker l’eau dans les villes. Les modèles qui se répètent à l’infini sont l’une des caractéristiques majeures de ce royaume, même si les artisans de l’époque utilisaient déjà d’autres techniques comme le procédé de la corde sèche, de l’arête et du reflet métallique. Cette dernière variété fut l’une des spécialités de Málaga, où se trouvait le principal centre de production de céramique du royaume. L’évolution des azulejos dépend de l’évolution des techniques picturales et de celles de fabrications. À l’origine, les couleurs étaient moins variées et on retrouvait généralement des teintes de bleu. Mais comme la technique, les couleurs ont évolué au fil des années. Lorsque l’art mudéjar se crée (XIV-XV), l’histoire de la péninsule ibérique encourage la diffusion de modèles artistiques et de techniques d’origine islamique dont les azulejos. Cet art devient celui qui se retrouvera dans l’architecture, les travaux artisanaux (les stucs), la sculpture en bois, et la céramique. Les stucs, sont comme les azulejos typiques, ils sont faits de plâtre ou de poussière de marbre et de colle qui imite le marbre, ils représentent une décoration murale à usage unique. Les azulejos étaient une ressource habituelle dans la décoration mudéjar, surtout dans les régions où la présence musulmane avait été notoire, comme en Andalousie. Ainsi, leur présence était évidente à Séville et Cordoue, des villes qui au XIIIe siècle avaient été conquises par le royaume chrétien de Castille et où entre les XIVe et XVe siècles certains des plus importants ensembles d’azulejos mudéjars furent élaborés, conservant les principaux traits stylistiques de leurs précédents arabiques. L’Alcazar de Séville est un exemple de cette époque, elle présente une somptueuse décoration où les azulejos recouvrent les murs et font écho aux mosaïques de l’Alhambra. L’histoire des azulejos se poursuit jusqu’au XXIe siècle, et s’adapte au style isabélin, à celui de la renaissance, au style baroque… Il existe d’autres variantes : les azulejos peints… Avec le développement de la publicité, on assiste à une réutilisation des azulejos. À partir des années 1920, l’azulejo est un élément indissociable des enseignes et des écriteaux des cafés, magasins et autres établissements publics. Il existe aussi des alicatados : Alicatado vient de l’arabe « al-qat’a’a » et signifie pièce ou azulejo découpé, taillé. Les alicatados sont donc des assemblages de morceaux d’azulejos taillés.

Statue de Abbas ibn Firnas à Cordoue.

- Statue de Abbas ibn Firnas à Cordoue.Essor de la géographie, par la cartographie dans le royaume arabo-normand de Sicile.

La géographie, inventaire d’un territoire, ne peut que servir un pouvoir, c’est pourquoi nous retrouvons des géographes en Al-Andalus bien que cela soit plus compliqué au vu de la situation du pouvoir califale. De grands géographes originaires d’Al-Andalus sont célèbres, comme al-Bakri au XIe siècle, et al-Idrisi au XIIe siècle. Ils ont rédigé des ouvrages décrivant l’ensemble de l’œkoumène (: ensemble des terres connues selon l’expression anciennement utilisée dans la Grèce antique), et plus particulièrement le dar al-islam (: le domaine de l’islam). Cependant au Xe siècle, alors qu'Al-Andalus accède au siège du pouvoir califal, un lettré d’origine persane est connu aujourd’hui comme le fondateur de la géographie en Al-Andalus. Il s’agit de Rāzī, il a fait de cette écritures un des fondements idéologiques du pouvoir califal. Il apporte à l’Espagne une histoire et une géographie, disciplines indissociables du fait de leur complémentarité : chaque terre a son histoire et est marqué de son histoire. Selon lui, trente-cinq districts composent Al-Andalus. Chronologiquement, Rāzī est le premier auteur-géographe, il est la base des travaux de ses successeurs et a bâti le socle de la géographie andalouse : énuméré la plupart de ces lieux communs qui n’ont pas changé au cours des siècles. Il est souvent nommé comme étant le premier « géographe andalou ».
- Technique de la faïence hispano-mauresque, développée et transmise en Europe.

## La médecine
Certains scientifiques hellénophones comme Abou Abdallah es-Siqili reprennent les œuvres de médecins grecs et élaborent une terminologie médicale en arabe.
Lorsque les occidentaux évoquent l’histoire de l’Espagne arabe qui dure durant tout le Moyen Âge, ils la voient comme un territoire lentement grignoté par cette croisade réussie que fut la conquête chrétienne. En réalité, pendant plus de sept siècles, ce pays a existé, des hommes y ont vécu, les arts et les sciences ont contribué à enrichir le patrimoine humain et ont laissé des héritages très présents dans nos sociétés.
L’époque d’Al-Andalus fut le moment du développement de la médecine : elle a joué un rôle majeur dans l’élaboration du savoir humain. En effet, les érudits musulmans possédaient de grandes connaissances issues de la culture grecque et romaine des grands érudits tels qu’Aristote. L’origine de la médecine arabe remonte à l’empire de Byzance. C’est une médecine riche et très en avance sur l’époque. Durant cette période, on assiste entre autres à la naissance de la chirurgie  et de l’ophtalmologie, à l’invention de médicaments, ou même à la construction d’hôpitaux.
La culture médicale n’est que le reflet de la société et de la civilisation dans laquelle elle s’exerce[pas clair].
La médecine des érudits arabes va avoir une grande influence sur la médecine moderne. Les écrits de l’époque, servent aujourd’hui comme base d’apprentissage (prenons l’exemple de la suture).
La plupart de ces érudits ne se concentraient pas que sur la médecine, ils étaient à la fois philosophe, savants, ils pouvaient avoir des emplois publics dans les finances ou dans la politique. À la suite de quelques recherches, nous pouvons trouver des noms qui ont marqué l’histoire de la médecine : IBN GULGUL est l’un des plus anciens historiens de la médecine, ou encore Abu Al-Qasim.
Nous pouvons également faire référence à Averroès, connu également sous le nom de Ibn Rochd de Cordoue, philosophe, théologien, et médecin musulman ayant exercé ses fonctions en Andalousie. Il a basé son travail sur les découvertes d’Aristote. Sa pensée médicale se situait sur deux niveaux : le premier sur la théorie ou philosophie médicale et le second celui de la « médecine appliquée ». Son œuvre a eu une grande influence sur la philosophie médiévale : ses travaux ont souvent traité le statut de la médecine. Ses travaux ont été porteurs de grandes avancées médicinales : comme le fait que la rétine joue un rôle dans la vision de l’Homme, la connaissance de la transmission de la rage d’un chien à un humain, il propose une théorie scientifique sur la fièvre, et parle également de certaines maladies telles que la variole dont il avait été victime auparavant.
Nous savons aujourd’hui que la médecine s’apprenait selon divers systèmes : un apprentissage privé, dans des écoles publiques ou dans des écoles privées. L’enseignement dans les écoles avait la réputation d’être très strict.
On sait ensuite que dans l’histoire espagnole, la pratique de la médecine était souvent réservée aux musulmans ou aux juifs, car les chrétiens en avaient une mauvaise conception : ils la méprisaient. Le rapport aux corps était quelque chose d’assez tabou. Notons que le développement de la médecine fut possible grâce à la cohabitation entre les trois religions.[réf. nécessaire]
Des penseurs européens ont réfuté les thèses orientalistes des médecins de la période d’Al-Andalus[pas clair].

## Transmission à l'Occident
Il se développe une alchimie arabe grâce à l’alchimie gréco-égyptienne. Les textes sont traduits en arabe à partir du VIIIe siècle, et de nombreuses traductions sont faites en latin aux XIIe et XIIIe siècles.
Le transfert d'idées d'Orient en Occident subit une accélération au XIIIe siècle, à la suite de plusieurs circonstances nouvelles : la vie intellectuelle pluriculturelle, l'apparition des premières universités en Europe et les traductions de l'arabe à l'hébreu.
Lors de l’apparition des musulmans et de l’islam, les érudits chrétiens de l'Empire gréco-romain diffusent le savoir des textes antiques en Europe. Les transmissions des connaissances perses, indiennes et de l'Antiquité grecque parviennent en Europe par diverses voies dont celle d'al-Andalus. Puis grâce aux traductions du grec vers l’arabe et de l’arabe vers le latin, les traductions passent à l'Occident. Au XIIIe siècle, on découvre la valeur des écrits d'Averroès (1126-1198) pour la philosophie et la religion : le Coran.
La science hispano-arabe a pris son essor à l'époque de l'émir Abd al-Rahman II (822-852). Certains médecins arabes tels que Ibn Serapion le Vieux, Mesué, Hunayn ibn Ishaq et Alî ibn ‘Îsa sont traduits en Espagne. Cela provoque un déploiement scientifique de la Renaissance.
Certaines légendes disent que les Arabes furent maîtres en tous genres de sciences occultes et l’oniromancie. Tolède est une ville héritière de toute la science arabe.
De plus, les arabes apportent de nombreux produits tels que : le sucre, le coton, l'artichaut, l'abricot dont certains conservent leur nom arabe. De plus, la culture arabe apporte la connaissance des mathématiques telles que les fractions égyptiennes. Azarquiel, un astronome, a mis au point des tables astronomiques à partir d'observations effectuées à Tolède entre 1060 et 1080 : on les appelle Tables tolédanes. Aussi, les arabes apportent les différents types d'astrologie pratiquées comme l'astrologie généthliaque, l'astrologie universelle et l'astrologie interrogative ou d'élections. De plus, ils amènent l’optique et la botanique. Ils ont aussi apporté des techniques en rapport avec la faïence, l’élevage des pigeons voyageurs, la redécouverte de l’architecture navale avec des techniques astronomiques et géographiques.
Ces bénéfices se manifestèrent en transfert technologique, mais aussi en création philosophique et littéraire. Citons trois exemples parmi les plus connus :
- Le système de numération indo-arabe (dont proviennent nos chiffres arabes), y compris probablement le zéro, fut inventé en Inde avant la conquête musulmane[5]. Par la suite, il se diffuse dans l'empire musulman, notamment par les traductions en langue arabe d'Al-Khawarizmi, mathématicien de culture persane né à Khiva dans l'actuel Ouzbékistan[6]. Le système indo-arabe parvient en Europe chrétienne par plusieurs voies, dont deux semblent être liées à al-Andalus: D'abord, à partir du XIe siècle, ces chiffres sont parfois utilisés sur les jetons de l'abaque dit "de Gerbert" (d'après Gerbert d'Aurillac, le futur pape Sylvestre II, qui introduisit le principe de cet abaque, mais dont on ne sait pas s'il utilisa déjà les chiffres arabes)[7]. À partir du XIIe siècle paraissent des adaptations latines du traité d'Al-Khwarizmi sur les chiffres indiens[8].

- Les armées musulmanes du royaume de Grenade se servent au XIIIe siècle et pour la première fois en Europe, de la poudre noire ; ils introduisent les armes à feu qui vont révolutionner la technologie militaire. L'armée castillane rattrape le retard lors des guerres de Grenade (1481) en systématisant leur emploi dans des régiments d'arcabuceros, embryon des futurs tercios, en dépit de l'interdiction papale d'usage de cette arme félone, puisque destinée à tuer à distance.

- Les commentaires sur Aristote d'Averroès (Ibn Rushd), ainsi que ses travaux sur l'unité de l'intellect intéresseront Thomas d'Aquin qui utilisera les premiers pour construire sa Somme théologique et rédigera une réfutation des seconds.

## Articles connexes

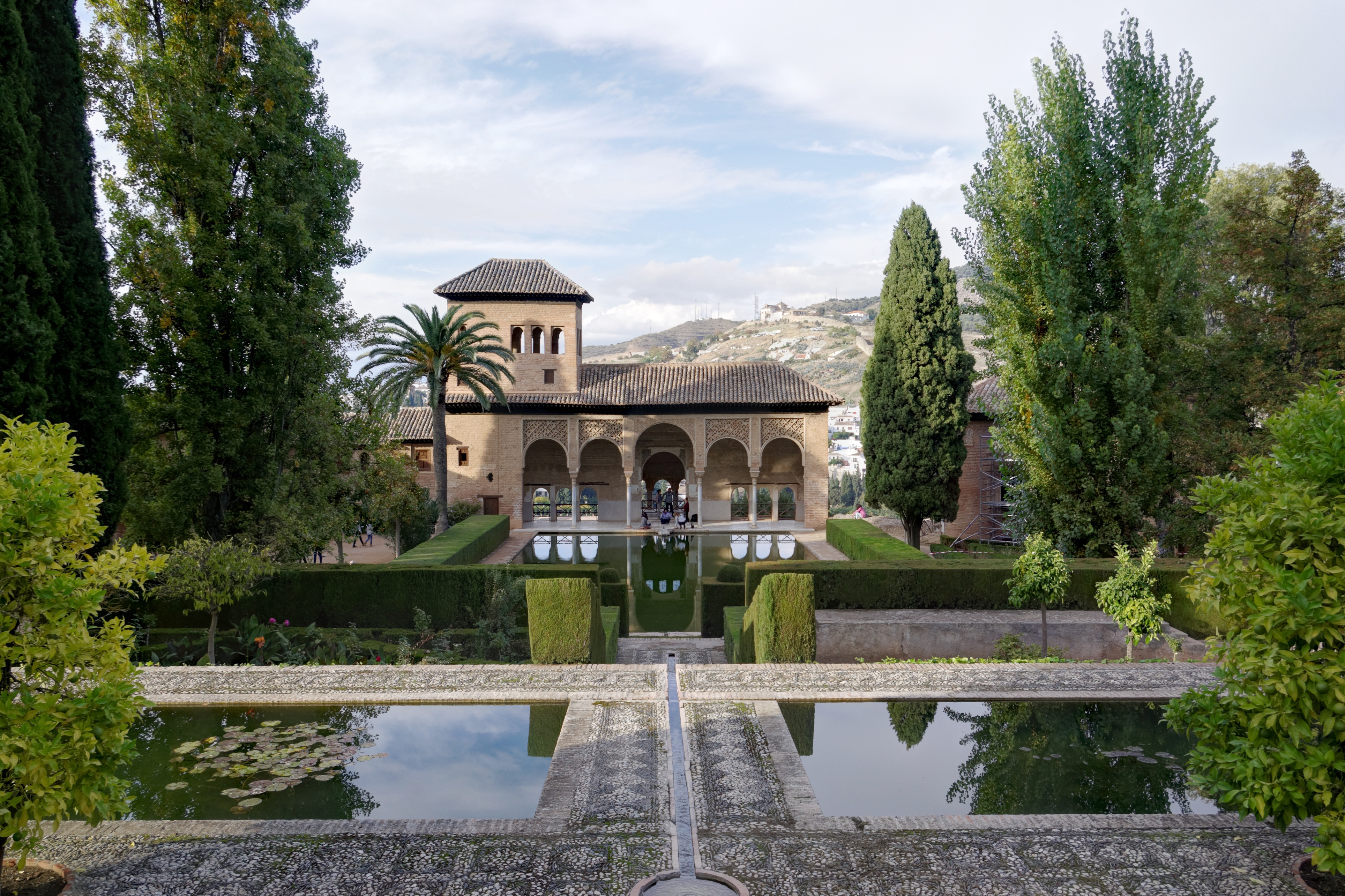
Portique de la tour des Dames aux jardins du Partal de l'Alhambra.